# Аусгейр Блёндаль Магнуссон
Аусгейр Блёндаль Магнуссон (исл. Ásgeir Blöndal Magnússon; 2 ноября 1909, Дюра-фьорд — 25 июля 1987) — исландский лингвист, почётный доктор наук Исландского университета (1986). Автор Этимологического словаря исландского языка (Íslensk orðsifjabók, 1989).

## Биография
Родился 2 ноября 1909 в местности Дюра-фьорд, но вырос в Тингейри. В 1942 году окончил Колледж в Акюрейри, а в 1946 получил степень кандидата-магистра в Исландском университете. В 1947 году стал научным сотрудником университета; на этой должности он проработал до выхода на пенсию в 1979 году. В 1986 ему присвоили звание почётного доктора наук Исландского университета.